# Megachile griseopicta
Megachile griseopicta är en biart som beskrevs av Radoszkowski 1882. Megachile griseopicta ingår i släktet tapetserarbin, och familjen buksamlarbin. Inga underarter finns listade i Catalogue of Life.